# Azerbajdzjan i Eurovision Song Contest 2013
Azerbajdzjan deltog i Eurovision Song Contest 2013 i Malmö i Sverige. De representerades av Färid Mämmädov med låten "Hold Me".

## Uttagning

### Inför
Den 21 september 2012 bekräftade İTV sitt deltagande i tävlingen år 2013 efter att själva ha varit värdar för Eurovision Song Contest 2012. I oktober påbörjade man sin nationella uttagning genom att be om bidrag mellan den 15 och 25 oktober. Den 30 oktober meddelade İTV att auditions skulle hållas den kommande veckan där en speciell jury skulle välja ut vilka som fick delta i uttagningen. Av de som ansökt om att få representera landet i ESC valdes 128 ut till att delta i kvalomgången. Dessa 128 fick framföra två låtar vardera. Det var därefter planerat att juryn skulle välja exakt 100 av dessa till att få vara med och tävla i TV-programmen, men istället valde man 80. Några av de 80 kom dock inte att delta i uttagningen av okända anledningar. Även om artisterna var tvungna att vara azerbajdzjanska medborgare bor ett par av dem utomlands, bland annat i Tyskland, Danmark, Kanada och Ryssland.
Den 15 november meddelade İTV att uttagningen skulle börja den 19 november, men den 4 december meddelade İTV att man på grund av tekniska skäl var tvungna att skjuta fram uttagningen. Den 7 december meddelade de att man satt den 17 december som ett nytt datum för uttagningen att dra igång.

### Milli seçim turu
Värdar för uttagningen med namnet Milli seçim turu var Lejla Gulijeva och Konul Arifkizi.
De cirka 80 artisterna delades in i åtta grupper. Gruppern tävlade sedan under 8 veckor med en grupp varje vecka. Fem program visades varje tävlingsvecka mellan måndag och fredag och varje dag fick artisterna visa upp sina talanger inom en viss genre. På måndagar var ämnet Eurovisionhits, på tisdagar var det azerbajdzjansk musik, på onsdagar var det världshits, på torsdagar var det scenframträdande, och på fredagar fick artisterna framföra en valfri låt och dessutom framföra en andra låt vilket var tvunget att vara en av de fyra låtar de redan framträtt med tidigare under veckan. Efter framträdandena på fredagen valdes veckans vinnare med hjälp av hälften juryröster och hälften telefonröster. Den som vann varje vecka tog sig vidare till finalen. Finalen bestod därmed av 8 bidrag och hölls den 14 mars 2013. Vinnaren där valde man också med hjälp av 50% jury och 50% telefonröstning.

## Omgångar

### Vecka 1
Måndagen den 17 december drog uttagningen igång med det första programmet. 9 artister tävlade i den första veckans grupp. Vinnare blev Vugar Muradov.

#### Deltagare
| Artist              |
| ------------------- |
| New Skin            |
| Dzjahangir Zada     |
| Medina Muradchanova |
| Vügar Muradov       |
| Anna Zemtjenko      |
| Nigar Alizadeh      |
| Elqiz Mammadov      |
| Rinat Alimov        |
| Naiblidir Efe       |

### Vecka 2
9 artister tävlade i den andra veckans grupp. Vinnare blev Ravana Aliyeva.

#### Deltagare
| Artist                      |
| --------------------------- |
| Shahin Sadigov              |
| Sebel Jafarov               |
| Baku                        |
| Rafael Isayev               |
| Khayal Tagiyev              |
| Ena-Kamelia Tabesh Mogaddam |
| Anar Safarov                |
| Ravana Aliyeva              |
| Leyla Izzatova              |

### Vecka 3
Efter att de två första grupperna tävlat två veckor i rad kommer uttagningen att ta paus i en vecka och börja igen med den tredje gruppen den 7 januari 2013. 9 artister deltog och vinnare blev Farah Hajiyeva.

#### Deltagare
| Artist             |
| ------------------ |
| Avantaj            |
| Farah Hajiyeva     |
| Mahram Gurbanzadeh |
| Oksana Rizayeva    |
| Zaka Zeynalov      |
| Elton Ibrahimov    |
| Ulviyya Bakhishova |
| Adil Bakhishli     |
| Vugar Aliyev       |

### Vecka 4

#### Deltagare
Den fjärde gruppen tävlade veckan som började den 14 januari. Gruppen bestod av 8 artister och vinnare blev Leyla Aliyeva.
| Artist             |
| ------------------ |
| Sabina Shahmadova  |
| Rovshan Azizov     |
| Aghamehdi Mirzayev |
| Aydan Nuralizadeh  |
| Elgun Huseynov     |
| Boris Bayramov     |
| Khana Hasanova     |
| Leyla Aliyeva      |

### Vecka 5
Den femte gruppen tävlade veckan som började den 21 januari. Av de 9 tävlande var det Leyla Gafari som tog sig till finalen.

#### Deltagare
| Artist             |
| ------------------ |
| Mustafa Mustafayev |
| Akif Aliyev        |
| Rana Khalilova     |
| Vusal Nasibov      |
| Leyla Gafari       |
| Elvin Babazadeh    |
| Sevinj Thunold     |
| Jalal Abbasov      |
| Aftandil Mammadov  |

### Vecka 6
Den sjätte gruppen tävlade veckan som började den 4 februari, detta efter en veckas paus.

#### Deltagare
| Artist             |
| ------------------ |
| Farid Hasanov      |
| Aygul Mammadova    |
| Rustam Allazov     |
| Narmina Seyidova   |
| Davud Asgarli      |
| Chinara Ismayilova |
| Färid Mämmädov     |
| Arzu Salimova      |
| Mardan Kazimov     |

### Vecka 7
Den sjunde gruppen tävlade veckan som började den 18 februari, detta efter en veckas paus. Den bestod av 8 deltagare och för första gången gick två istället för en till finalen.

#### Deltagare
| Artist               |
| -------------------- |
| Nigar Huseynova      |
| Rolan Seyidov        |
| Ad Gloriam           |
| Vlada Akhundova      |
| Arzu Ismayilova      |
| Huseyn Abdullayev    |
| Aysel Narimanova     |
| Husniyya Adigozalova |

### Vecka 8
Den åttonde gruppen bestod också av 9 deltagare och återigen gick två vidare till finalen.

#### Deltagare
| Artist               |
| -------------------- |
| Elvin Babashov       |
| Valeria Huseynzadeh  |
| Seyran Ismayilkhanov |
| Aishabeyim Naghiyeva |
| Orkhan Kerimli       |
| Aysel Babayeva       |
| Uzeyir Guliyev       |
| Laman Dadashova      |
| Said Ismayilzadeh    |

### Finalen
| Nr | Artist               | Sång                 | Text (t) / Musik (m)                                          |
| -- | -------------------- | -------------------- | ------------------------------------------------------------- |
| 1  | Leyla Gafari         | "Pride"              |                                                               |
| 2  | Vugar Muradov        | "Baby Baby"          |                                                               |
| 3  | Valeriya Huseynzadeh | "If This Is Love"    |                                                               |
| 4  | Leyla Aliyeva        | "Welcome to the Sun" | Gary Miller (m/t)                                             |
| 5  | Farah Hadiyeva       | "We Are One"         |                                                               |
| 6  | Nigar Huseynova      | "I Still Believe"    | Gary Miller (m/t), John Reid (m/t)                            |
| 7  | Vlada Akhundova      | "Big Time"           | Gary Miller (m/t)                                             |
| 8  | Ravana Aliyeva       | "Lovely King"        |                                                               |
| 9  | Färid Mämmädov       | "Hold Me"            | Dimitris Kontopoulos (m), John Ballard (t), Ralph Charlie (t) |
| 10 | Aysel Babayeva       | "Sleazy Mo"          |                                                               |

## Vid Eurovision
Azerbajdzjan har lottats till att framföra sitt bidrag i den första halvan av den andra semifinalen den 16 maj 2013 i Malmö Arena.